# Pruebas combinadas
Las pruebas combinadas son competiciones atléticas individuales que se dividen en pruebas de carreras, lanzamientos y saltos. Las competiciones se suelen realizar a lo largo de uno o dos días dependiendo del número de pruebas.
Las pruebas combinadas son las únicas modalidades atléticas cuyo resultado final no se expresa en unidades físicas, sino en puntos. Los resultados parciales se puntúan según las tablas de World Athletics. Vence aquel atleta que mayor número de puntos alcance al finalizar todas las pruebas.
Las pruebas combinadas son diversas y dependen, en muchas ocasiones, de si se desarrollan en pista al aire libre o en pista cubierta. En pista cubierta se suelen desarrollar el heptatlón masculino y el pentatlón femenino, mientras que al aire libre se suelen disputar el decatlón masculino y heptatlón femenino.

## Triatlón
Las pruebas combinadas son las siguientes: El triatlón mezcla tres disciplinas deportivas en una misma prueba. Estas son la natación, la carrera a pie y el ciclismo. Su competición se realiza de forma individual y resalta la resistencia del deportista. El tiempo que el triatleta tarda en cambiar de una disciplina a la siguiente se denomina transición. La transición de natación a ciclismo se conoce como T1 y la de ciclismo a carrera a pie como T2.
Las carreras de triatlón se clasifican en varias modalidades según: su distancia habiendo corta y larga distancia, si el circuito de ciclismo es en carretera o cross (por caminos y montaña) y si permiten el drafting (ir a rueda de otro corredor en el segmento de ciclismo). Dentro de cada modalidad las competiciones más conocidas son:
- Series mundiales de triatlón (conocidas como WTS por sus siglas en inglés): Campeonato mundial de varias carreras de corta distancia donde el ciclismo es en carretera y con drafting. El ganador del campeonato es el triatleta que obtenga más puntos tomando los 5 mejores resultados obtenidos en las pruebas de la temporada.
- Ironman: Campeonato de distancia ironman donde no se permite el drafting. El ganador del campeonato es el vencedor del Ironman de Kona. Las plazas para correr este triatlón se otorgan a los primeros clasificados en alguna de las otras pruebas del circuito Ironman.
- Xterra: Campeonato de corta distancia en modalidad triatlón cross. El ganador del campeonato es el vencedor del Triatlón de Maui. Las plazas para correr este triatlón se otorgan a los primeros clasificados en alguna de las otras pruebas del circuito Xterra.

El triatlón se convirtió en deporte olímpico en los Juegos Olímpicos de Sídney 2000 en la modalidad de corta distancia con drafting.

### Modalidades incluidas
Dentro de la federación de triatlón se agrupan otros deportes que también se basan en la unión de varias disciplinas deportivas como el duatlón (carrera a pie-ciclismo-carrera a pie), triatlón de invierno (carrera a pie-ciclismo-esquí de fondo) y el cuadriatlón (natación-piragüismo-ciclismo-carrera a pie).

## Pentatlón

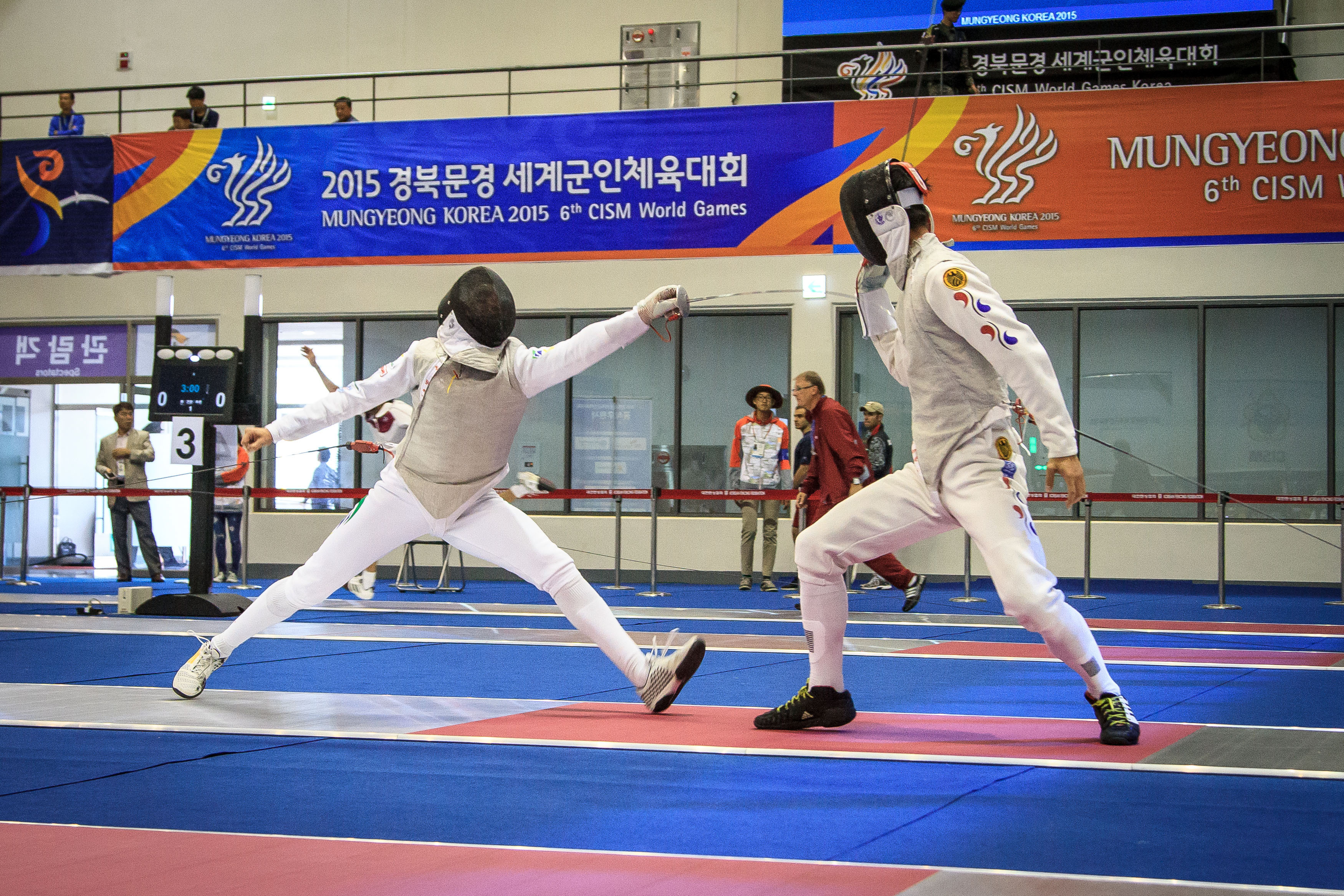
Esgrima

| Pentatlón antiguo | Pentatlón antiguo | Pentatlón antiguo |
| ----------------- | ----------------- | ----------------- |
|                   |                   |                   |
| Otros nombres:    |                   | Pentatlón moderno |
| Olímpico:         |                   | Sí                |

#### Algunas pruebas
Esto se realiza en uno o dos días 
- En la Esgrima, se realiza un Duelo de espada al mejor de 1 punto, todos contra todos, donde se mantiene todo el cuerpo como blanco válido.

- En la Natación, la distancia es de 200m y se aplica el estilo libre,  y se toma como elemento de referencia el tiempo.

- Equitación: Requiere completar el circuito con doce obstáculos con una altura de 1m20cm, se exigen en el campo un obstáculo doble y uno triple, el caballo es asignado mediante sorteo 30 minutos antes de la competencia.

- La prueba combinada es la final y decide el ganador, en ella se alternan el Tiro deportivo y la carrera a pie, el primero se efectúa en cuatro etapas, debiendo derribarse 5 blancos en cada una en un tiempo máximo de 50 s por vuelta, en caso de no conseguir los 5 aciertos en ese tiempo se continúa corriendo nuevamente; en la carrera, los pentatletas recorren 3,2 km en etapas de 800 m, se utiliza como sistema de salida la salida escalonada en función de los puntos obtenidos en las pruebas anteriores, cada punto de diferencia equivale a 1 segundo entre los participantes.

### Eventos
Las competiciones oficiales de la UIPM son divididas en las siguientes categorías:
- Categoría A: Juegos Olímpicos, Campeonatos del Mundo, Campeonatos Continentales, Campeonatos del Mundo del Consejo Internacional del deporte militar (CISM) y Copas del Mundo.

- Categoría B: Campeonatos Regionales y otras Competiciones del Ranking Mundial.

- Categoría C: Otras competiciones internacionales y Campeonatos con miembros federados de la UIPM.

## Heptatlón

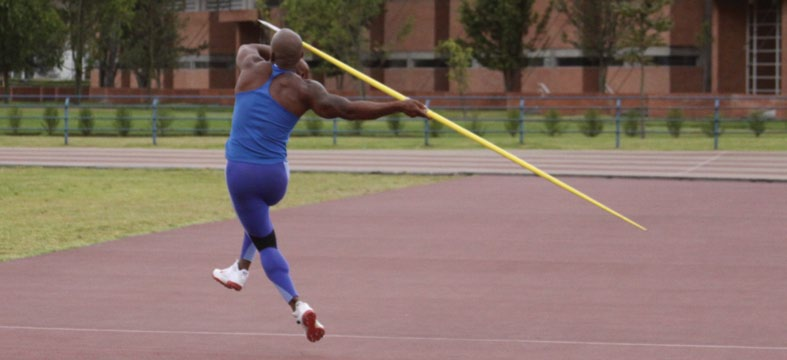
Lanzamiento de Jabalina.

El Heptatlón es una competición del atletismo actual que consta de siete pruebas, realizadas en dos días consecutivos y por el mismo atleta, y es tipo de prueba combinada. En el primer día se realizan cuatro pruebas: 100 metros vallas, salto de altura, lanzamiento de peso y 200 metros lisos. En el segundo día se realizan salto de longitud, lanzamiento de jabalina y 800 metros lisos. Cada prueba tiene asignados determinados puntos dependiendo la marca que se realice en cada una de ellas. Al final todos los puntos de cada prueba se suman y ese resultado es el puntaje final. 
Existen dos tipos diferentes de heptatlón, dependiendo de si se realiza en pista cubierta o al aire libre.
El heptatlón es una competición de atletismo para ambos sexos que consta de siete pruebas diferentes que se realizan en dos días consecutivos y por el mismo atleta.
La disciplina del heptatlón femenino fue creada en 1980, aunque sus orígenes se remontan a los Juegos Olímpicos de Tokio de 1964, cuando se estableció la prueba de pentatlón. Es la prueba combinada para mujeres incluida en el programa de atletismo en los Juegos Olímpicos y el Campeonato Mundial de Atletismode la IAAF.
Existen dos tipos diferentes de heptatlón, dependiendo de si se realiza en pista cubierta o al aire libre.

### Heptatlón pista cubierta
Prueba que se realiza en campeonatos de atletismo de pista cubierta.

#### El primer día
Se disputan las siguientes pruebas, en estricto orden:
- 60 metros lisos
- Salto de longitud
- Lanzamiento de peso
- Salto de altura

#### En el segundo día

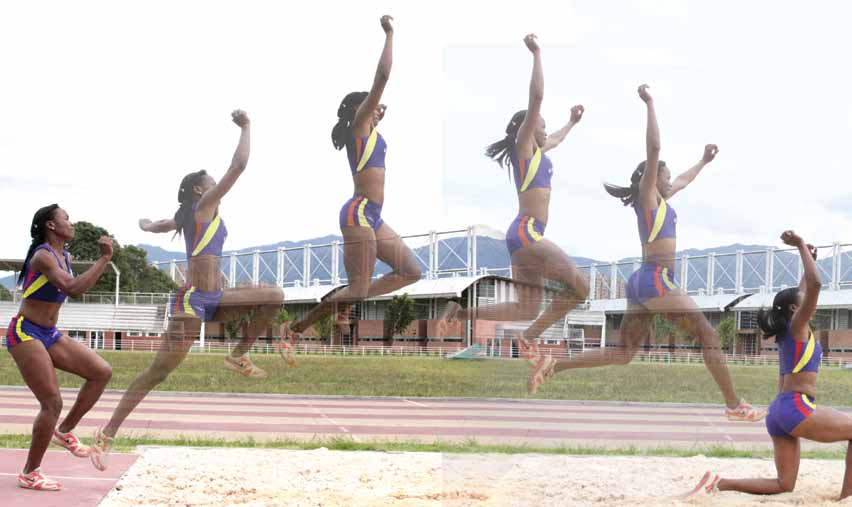
Salto de longitud

- Salto de longitud60 metros vallas
- Salto con pértiga
- 1000 metros lisos

### Heptatlón aire libre
Esta prueba se realiza oficialmente en campeonatos por atletas mujeres. 

#### El primer día
Se disputan las siguientes pruebas y en ese orden:
- 110 m vallas
- Salto de altura
- Lanzamiento de peso
- 200 metros lisos

#### En el segundo día
- Salto de longitud
- Lanzamiento de jabalina
- 800 metros lisos

### Reglamento
1. En lanzamientos y saltos de longitud, solo hay tres intentos.
2. La cadencia de subida de listón será uniforme: 3 cm. en altura y 10 cm en pértiga.
3. El tiempo entre saltos será de 1,5 minutos en altura y 2 minutos en pértiga. Entre dos saltos consecutivos, 3 minutos en altura y 4 minutos en pértiga.
4. No existen los saltos o lanzamientos para desempate.
5. Se acepta, en las pruebas estipuladas, una velocidad de viento superior a 2 m/s pero inferior a 4 m/s. En estas condiciones se podrá homologar un récord en pruebas combinadas pero no así el récord conseguido en una prueba individual.
6. Tres cronometradores tomarán el tiempo de cada competidor, aceptándose únicamente un tipo de cronometraje.
7. La descalificación en las salidas se producirá al cometer la segunda incorrecta.
8. Entre el final de la prueba y el comienzo de la siguiente, habrá a criterio del juez árbitro, un tiempo mínimo de 30 minutos. Y 10 horas, entre el final de una jornada y el inicio de la siguiente.
9. El orden de la participación se podrá sortear antes del inicio de cada prueba, siendo tres el mínimo de participantes por carrera; esta norma no se observará para la última prueba en la que se agruparán los participantes según la puntuación que hayan obtenido, corriendo juntos los que encabecen la clasificación.
10. Para puntuar en una prueba combinada será imprescindible, al menos, haber intentado tomar la salida en alguna de las carreras o haber realizado algún intento en los concursos.

## Decatlón
El Decatlón es una competencia del atletismo actual que consta de diez pruebas que se efectúan en el transcurso de dos días consecutivos y por el mismo atleta.
Cuando sea posible habrá un intervalo de media hora entre el final de una prueba y el comienzo de la siguiente, para cualquier atleta individual; y si es posible, entre la última prueba del primer día y la primera del segundo pasarán diez horas.

### Pruebas realizadas
El primer día se disputan las siguientes pruebas y en este orden: 
- 100 metros lisos
- Salto de longitud
- Lanzamiento de peso
- Salto de altura
- 400 metros lisos

En el segundo día:
- 110 metros vallas
- Lanzamiento de disco
- Salto con pértiga
- Lanzamiento de jabalina
- 1500 metros lisos

Las marcas obtenidas en las distintas pruebas son valoradas con arreglo a unas tablas de puntuación de la Federación Internacional de Atletismo. Se proclamará ganador de la competición aquel atleta que consiga mayor puntuación.
- Datos: Q3924425